# 최근 고용한 메이드가 수상하다
《최근 고용한 메이드가 수상하다》(일본어: 最近雇ったメイドが怪しい 사이킨 야톳타 메이도가 아야시이[*])는 콘부 와카메가 그린 일본의 만화다. 스퀘어 에닉스의 《월간 간간 JOKER》에서 연재되었다. 2019년 10월 17일 이후, 트위터와 픽시브에 투고한 것을 계기로 12월 21일에 공식 연재화가 결정되어, 2020년 2월호(2020년 1월 22일 발매)부터 공식 연재를 개시했고 2024년 10월호(2024년 9월 21일 발매)까지 연재되었다. 대한민국에서는 대원씨아이에서 출간했다. 다음에 올 만화대상 2020에서 코믹스 부문 9위다. 2022년 7월 시점에서 전자판을 포함한 누계 발행 부수는 50만 부를 돌파했다.
애니메이션은 SILVER LINK.와 BLADE에서 만들어 아사히 방송 TV, TV 아사히 계열 등에서 2022년 7월 24일부터 10월 9일까지 방영했다.

## 줄거리
넓은 저택에 메이드(가정부) 릴리스와 소년 유리 둘만 살고 있다. 릴리스는 자신의 얼굴과 말 그리고 행동으로 늘 유리에게 장난치지만, 유리의 순진무구한 반응이 오히려 릴리스의 마음을 두근거리게 만든다.

## 등장인물
- 유리(일본어: 悠利)

성우 - 하야미 사오리
본작의 주인공. 순진무구한 성격의 소년.
시골의 저택에서 부모님과 메이드(가정부)와 함께 살고 있었지만 부모님이 사고로 죽자 메이드를 모두 내보냈고 그 뒤에 릴리스와 만난다.
- 릴리스[a](히브리어: לילית)

성우 - 타카하시 리에
유리를 섬기는 메이드(가정부). 검은 머리카락에 갈색 피부, 보라색 눈으로 노출이 많은 메이드(가정부) 옷을 입고 있다. 요리를 아주 잘한다. 부모가 돌아가신 뒤로 굳게 닫힌 유리의 마음을 여는 동시에 유리에게 보답하고 싶은 마음에 저택에 방문한다.
- 고조인 츠카사(일본어: 五条院 つかさ)

성우 - 호리에 유이
유리의 급우. 유리와 릴리스의 일상을 지켜보면서도 두 사람의 남다른 관계를 망상하는, 얌전한(?) 성격의 소녀.
- 후지사키(일본어: 藤崎)

성우 - 코마츠 미카코
고조인네 여성 집사.
- 나카시마 나츠메(일본어: 中島 ナツメ)

성우 - 토미타 미유
릴리스의 전 동급생이자 옛 동료. 릴리스를 좋아해 원래의 저택으로 데려오려고 유리의 저택에 방문한다.

## 서지 정보
- 콘부 와카메 《최근 고용한 메이드가 수상하다》 스퀘어 에닉스 〈간간 코믹스 JOKER〉, 전 8권
  1. 2020년 4월 22일 발매[書誌 1], ISBN 978-4-7575-6618-7
  2. 2020년 8월 21일 발매[書誌 2], ISBN 978-4-7575-6805-1
  3. 2021년 1월 22일 발매[書誌 3], ISBN 978-4-7575-7043-6
  4. 2021년 7월 20일 발매[書誌 4], ISBN 978-4-7575-7230-0
  5. 2022년 2월 22일 발매[書誌 5], ISBN 978-4-7575-7603-2
  6. 2022년 9월 22일 발매[書誌 6], ISBN 978-4-7575-8149-4
  7. 2023년 7월 22일 발매[書誌 7], ISBN 978-4-7575-8679-6
  8. 2024년 11월 21일 발매[書誌 8][書誌 9], ISBN 978-4-7575-9521-7 / ISBN 978-4-7575-9522-4(특장판)

## TV 애니메이션
2022년 5월에 TV 애니메이션화가 발표되어, 같은 해 7월 24일부터 10월 9일까지 아사히 방송 테레비·TV 아사히 계열 'ANiMAZiNG!!!' 등에서 방송되었다.

### 스태프
- 원작 - 콘부 와카메(昆布わかめ)
- 총감독·시리즈 구성 - 미나토 미라이(湊未來)
- 감독 - 호시노 미스즈(星野美鈴)
- 조감독 - 이베 유시(伊部勇志)
- 캐릭터 디자인 - 요시노 마치(吉野万智)
- 프롭 디자인 - 스기야마 료조(杉山了蔵)
- 디자인 웍스 - 마츠오 마사히코(松尾真彦)
- 미술 감독 - 나카하라 히데노리(中原英統)
- 색채 설계 - 야마가미 아이코(山上愛子)
- 촬영 감독 - 아라야 유코(新谷優子)
- 3D 디렉터 - 오가사와라 츠토무(小笠原 努)
- 편집 - 키무라 카츠히로(木村勝宏)
- 음향 감독 - 카네가에 토오루(鐘江 徹)
- 음향 효과 - 쿠라하시 히로무네(倉橋裕宗)
- 음악 - 후지모토 코지(藤本コウジ), 사사키 오사무(ササキオサム)
- 음악 제작 - 킹레코드
- 음악 프로듀서 - 스와 유타카(諏訪豊)
- 프로듀서 - 코바야시 다이스케(小林大介), 타나카 유스케(田中勇丞), 스와 유타카(諏訪豊), 하야노 요시히토(早野義人), 이토 타쿠미(伊藤拓己), 카네코 하야토(金子逸人), 코마츠 쇼타(小松翔太)
- 애니메이션 프로듀서 - 요시다 노리오(𠮷田昇央)
- 애니메이션 제작 - SILVER LINK.×BLADE
- 제작 - 최근 고용한 메이드가 수상하다 제작위원회

### 주제가·삽입곡
조, 좋아하지 않아!(す、好きじゃない!)
≠ME에 의한 오프닝 테마. 작사는 사시하라 리노, 작곡은 미즈노야 레이, 편곡은 키사라기 유나.
비밀 정원의 두 사람(秘密の庭のふたり)
호리에 유이에 의한 엔딩 테마. 작사는 마츠하라 사라리, 작곡은 키쿠이케 타로, 편곡은 미나미다 켄고.
무지개 너머로(虹の彼方へ)
릴리스(타카하시 리에)에 의한 제7화 삽입곡. 작사·작곡·편곡은 후지모토 코지.

### 방영 목록
| 화수   | 제목                                                                  | 각본          | 그림 콘티                                     | 연출            | 작화 감독 | 총작화 감독                                                                   | 방송일          |
| ------ | --------------------------------------------------------------------- | ------------- | --------------------------------------------- | --------------- | --- | ----------------------------------------------------------------------------- | --------------- |
| 제1화  | 最近雇ったメイドが怪しい 최근 고용한 메이드가 수상하다                | 미나토 미라이 | 호시노 미스즈                                 | 호시노 미스즈   | 미즈노 타카히로 홍범석 모리 에츠히토 나카무라 사유키 쇼킨지 나오코                                              | 요시노 마치 사토 카츠유키 마츠오 마사히코 타카하시 마사시                     | 2022년 7월 24일 |
| 제2화  | 坊ちゃまと猫と朝顔と 도련님과 고양이와 나팔꽃과                       | 호시노 나나미 | 테라오카 린                                   | 히라타 타카히로 | 홍범석 요시다 하지메 카네코 마사쿠니 야마히로 쿄스케 사이토 하루키 陳亮 胡慶丹                                  | 요시노 마치 사토 카츠유키 마츠오 마사히코 타카하시 마사시                     | 7월 31일        |
| 제3화  | 五条院つかさはおマセさんである 고죠인 츠카사는 조숙한 아이다          | 미나토 미라이 | 아미노 테츠로                                 | 호시노 미스즈   | 쇼킨지 나오코 모리 에츠히토 미즈노 타카히로 홍범석 사토 코노미 Revival 스튜디오 그램 원오더                     | 사토 카츠유키 마츠오 마사히코 타카하시 마사시                                 | 8월 14일        |
| 제4화  | 坊ちゃまはプリンがお好き? 도련님은 푸딩을 좋아해?                     | 호시노 나나미 | 호시노 미스즈                                 | 아베 마사시     | 이시모토 에이지 시가 미치노리 야마자키 노리요시                                                                 | 사토 카츠유키 마츠오 마사히코                                                 | 8월 21일        |
| 제5화  | 僕の大事な… 나의 소중한…                                              | 모리에 미사키 | 테라오카 린                                   | 테라오카 린     | 홍범석 쇼킨지 나오코 모리야마 타케시 니시카와 마사시 요시다 하지메 카네코 마사쿠니 Revival GK 세루스            | 사토 카츠유키 마츠오 마사히코 타카하시 마사시                                 | 8월 28일        |
| 제6화  | 最近雇ったメイドがおかしい!? 최근 고용한 메이드가 이상하다!?          | 모리에 미사키 | 오키타 미야나                                 | 히시카와 나오키 | 나가타 마사미 쇼킨지 나오코 미즈노 타카히로 모리 에츠히토 코시이시 사토루 Revival                               | 요시노 마치 나가타 마사미 마츠오 마사히코 사토 카츠유키                       | 9월 4일         |
| 제7화  | 教科書に載ってない 교과서에 실려 있지 않아                            | 요코테 미치코 | 아미노 테츠로                                 | 시라이시 미치타 | 후지사키 신고 STUDIO MASSKET                                                                                    | 요시노 마치 사토 카츠유키 타카하시 마사시                                     | 9월 11일        |
| 제8화  | 紫色の瞳の少女 보랏빛 눈동자의 소녀                                   | 호시노 나나미 | 요시카와 히로아키                             | 이베 유시       | 이시다 세이야 歩宇 타카하시 미즈키 모리마에 카즈야 미후네 치호 지펑우 치카 쿄코                                 | 오오시마 미와                                                                 | 9월 18일        |
| 제9화  | 煩難で複雑な入り組んだ素直な気持ち 번잡하고 복잡하게 얽힌 솔직한 감정 | 요코테 미치코 | 타케우치 히카루 요시카와 코지 무라카미 츠토무 | 무라카미 츠토무 | 쇼킨지 나오코 홍범석 요시다 하지메 야마구치 야스노리 시가 미치노리 이시모토 에이지 야마히로 쿄스케 陳亮 Revival | 요시노 마치 사토 카츠유키 마츠오 마사히코 타카하시 마사시                     | 9월 25일        |
| 제10화 | 誰がために星は流れる 누구를 위하여 별은 흐르나                        | 호시노 나나미 | 히라타 타카히로                               | 히라타 타카히로 | 나가타 마사미 미즈노 타카히로 야마구치 야스노리 GK 세루스 원오더 玄機                                           | 사토 카츠유키 마츠오 마사히코 타카하시 마사시 미나미하라 요시코 나가타 마사미 | 10월 2일        |
| 제11화 | きっとあの時からずっと… 분명 그때부터 계속…                           | 미나토 미라이 | 아미노 테츠로                                 | 호시노 미스즈   | 나가타 마사미 쇼킨지 나오코 이와모토 에이지 홍범석 요시다 하지메 모리 에츠히토 야마구치 야스노리 BigOwl         | 요시노 마치 사토 카츠유키 마츠오 마사히코 타카하시 마사시                     | 10월 9일        |

### 내용주
1. ↑  릴리스는 영어식 발음을 따른 것이며, 히브리어로는 '릴리트'라고 표기한다.
2. ↑  만화에서 나머지는 모두 흑백이지만 눈만은 보라색으로 그려져 있다.

### 참조주
1. ↑  “最近雇ったメイドが怪しい”. 《ガンガンジョーカー》. SQUARE ENIX. 2020년 1월 22일. 2022년 5월 17일에 확인함.
2. ↑  “藤井アリスの新たな戦い始まる！村田真哉×速水時貞が贈る「アラクニド」続編開幕”. 《코믹 나틸리》. 나타샤. 2020년 1월 22일. 2022년 5월 17일에 확인함.
3. ↑  “昆布わかめが贈るメイド×坊ちゃまの攻守逆転ラブコメ、「ジャヒー様」6巻と同発”. 《코믹 나틸리》. 나타샤. 2020년 4월 20일. 2022년 5월 17일에 확인함.
4. ↑  “「ジャヒー様」7巻に小冊子付き特装版、「最近雇ったメイドが怪しい」新刊と同発”. 《코믹 나틸리》. 나타샤. 2021년 7월 20일. 2022년 5월 17일에 확인함.
5. ↑  “孤独なお坊ちゃまが雇ったのは小悪魔なメイド!? 謎多きメイドと天然人タラシ少年のやりとりにニヤニヤが止まらない”. 《다 빈치 뉴스》. KADOKAWA. 2020년 10월 18일. 2022년 5월 17일에 확인함.
6. ↑  “『最近雇ったメイドが怪しい』昆布わかめが『週マガ』初登場！ 特別読み切り作品『好きだけど好きだから受け取れない』描き下ろし”. 《리얼 사운드》. blueprint. 2020년 11월 25일. 2022년 5월 17일에 확인함.
7. ↑  “『最近雇ったメイドが怪しい』『可愛いだけじゃない式守さん』Wヒロインコラボ！”. 《アニメージュプラス》 (도쿠마 쇼텐). 2022년 7월 11일. 2022년 9월 11일에 확인함.
8. 1 2 3  “最近雇ったメイドが怪しい：ラブコメマンガがテレビアニメ化　7月スタート 早見沙織が純真無垢な少年に 高橋李依が“怪しい”メイド役”. 《MANTANWEB》 (MANTAN). 2022년 5월 17일. 2022년 5월 17일에 확인함.
9. 1 2 3  “最近雇ったメイドが怪しい：堀江由衣がテレビアニメED担当 “お嬢様”五条院つかさ役も 小松未可子が執事、富田美憂がメイドに”. 《MANTANWEB》 (MANTAN). 2022년 6월 10일. 2022년 6월 10일에 확인함.
10. ↑  “最近雇ったメイドが怪しい：ラブコメマンガがテレビアニメ化　7月スタート　早見沙織が純真無垢な少年に　高橋李依が“怪しい”メイド役”. 《MANTANWEB》. 2022년 5월 17일. 2022년 12월 27일에 확인함.
11. ↑  “放送情報”. 《TV 애니 "최근 고용한 메이드가 수상하다"》. 2022년 6월 21일에 확인함.
12. 1 2  “主題歌”. 《TV 애니 "최근 고용한 메이드가 수상하다"》. 2022년 6월 21일에 확인함.
13. ↑  “サウンドトラック配信決定！”. 《TVアニメ『最近雇ったメイドが怪しい』》. 2022년 9월 11일. 2022년 9월 11일에 확인함.

1. ↑  “昆布わかめ『最近雇ったメイドが怪しい』1巻”. SQUARE ENIX. 2021년 9월 11일에 확인함.
2. ↑  “昆布わかめ『最近雇ったメイドが怪しい』2巻”. SQUARE ENIX. 2021년 9월 11일에 확인함.
3. ↑  “昆布わかめ『最近雇ったメイドが怪しい』3巻”. SQUARE ENIX. 2021년 9월 11일에 확인함.
4. ↑  “昆布わかめ『最近雇ったメイドが怪しい』4巻”. SQUARE ENIX. 2021년 9월 11일에 확인함.
5. ↑  “昆布わかめ『最近雇ったメイドが怪しい』5巻”. SQUARE ENIX. 2022년 2월 22일에 확인함.
6. ↑  “昆布わかめ『最近雇ったメイドが怪しい』6巻”. SQUARE ENIX. 2022년 9월 22일에 확인함.
7. ↑  “昆布わかめ『最近雇ったメイドが怪しい』7巻”. SQUARE ENIX. 2023년 7월 22일에 확인함.
8. ↑  “昆布わかめ『最近雇ったメイドが怪しい』8巻（完）”. SQUARE ENIX. 2024년 11월 21일에 확인함.
9. ↑  “昆布わかめ『最近雇ったメイドが怪しい』8巻（完）特装版 小冊子付き”. SQUARE ENIX. 2024년 11월 21일에 확인함.